# Keňa na Zimních olympijských hrách 2018
Keňa se účastnila Zimních olympijských her 2018 v Pchjongčchangu v Jižní Koreji od 9. do 25. února 2018. Pro Keňu se jednalo o návrat na Zimní olympijské hry poté, co se předtím naposledy účastnila v roce 2006.

## Počty účastníků podle sportovních odvětví
Počet sportovců startujících v jednotlivých olympijských sportech:
| Sport           | Muži | Ženy | Celkem |
| --------------- | ---- | ---- | ------ |
| Alpské lyžování | 0    | 1    | 1      |

## Výsledky sportovců

### Alpské lyžování
Za svou zemi se kvalifikovala pouze jediná závodnice, Sabrina Simaderová. Narodila se v Keni, od tří let žije v Rakousku a je první ženou a prvním sportovcem ve sjezdových disciplínách reprezentující svou zemi na zimních hrách.
| Závod            | Sportovci          | 1. kolo | 2. kolo     | Celkem      | Ztráta      | Pořadí      |
| ---------------- | ------------------ | ------- | ----------- | ----------- | ----------- | ----------- |
| Obří slalom      | Sabrina Simaderová | 1:23,27 | Nedokončila | Nedokončila | Nedokončila | Nedokončila |
| Superobří slalom | Sabrina Simaderová |         |             | 1:26,25     | +5,14       | 38.         |